# Tomás de la Cerda y Aragón
Tomás Antonio Manuel Lorenzo de la Cerda y Enríquez de Ribera, III marqués de la Laguna de Camero Viejo, conde consorte de Paredes de Nava y grande de España (Cogolludo, Provincia de Guadalajara, España, 24 de diciembre de 1638 - Madrid, 22 de abril de 1692), fue un noble y gobernador colonial español, 28.º virrey de Nueva España de 1680 a 1686. 
Era caballero de la orden de Alcántara y comendador de Moraleja. Ocupó además los cargos y dignidades de maestre de campo del Tercio Provincial de las Milicias de Sevilla, ministro del Consejo y Cámara de Indias, capitán general del mar Océano, del Ejército y Costas de Andalucía, mayordomo mayor de la reina Mariana de Austria.

## Infancia y juventud
Tomás de la Cerda nace en el palacio de Cogolludo, en una pequeña población de la Serranía de Guadalajara, en el seno de una poderosa familia de la nobleza española con conexiones militares y políticas muy antiguas. Fue el cuarto hijo de Antonio de la Cerda, VII duque de Medinaceli, y de Ana María Luisa Enríquez de Ribera, V duquesa de Alcalá de los Gazules. Casó en la capilla del Real Alcázar de Madrid el 10 de noviembre de 1675 con María Luisa Manrique de Lara y Gonzaga, dama de la reina, XI condesa de Paredes de Nava, con quien tuvo tres hijos. En 1679 es nombrado virrey de Galicia, aunque nunca asumió su puesto, y muy poco después le fue adjudicado el título más importante de virrey de Nueva España.

## Virrey de Nueva España
Tomás de la Cerda fue nombrado virrey de Nueva España para reemplazar al arzobispo Payo Enríquez de Ribera. Hizo su entrada formal en la Ciudad de México el 30 de noviembre de 1680 y tomó posesión del gobierno.

### Insurrección de 1680
Bajo su mandato, 25.000 indios de 24 pueblos de Nuevo México se levantaron contra los españoles. Mataron a todos los europeos que encontraron, entre ellos colonos, soldados y misioneros. Veintiún misioneros franciscanos fueron asesinados el 10 de agosto de 1680. Los indios lanzaron un ataque sorpresa sobre Santa Fe, capital de la provincia. Tras el fracaso de dicho ataque, sitiaron la ciudad durante diez días. Los españoles que consiguieron escapar se dirigieron a Paso del Norte (hoy Ciudad Juárez, Chihuahua), donde se refugiaron.
El virrey repobló la villa de Santa Fe con 300 familias españolas y mestizas, dándole el título de ciudad. En 1681 envió unas tropas de caballería a Nueva Vizcaya para perseguir a los rebeldes indios, quienes rehusaron luchar. También aumentó las guarniciones de la región.

### La expedición de Atondo
En 1681 Tomás de la Cerda envió otra expedición a California, está bajo las órdenes del capitán Isidro Atondo. A dicha expedición se le encargó conquistar a los indios y colonizar el territorio. Exploraron las costas de Baja California hasta La Paz, y volvieron para atracar en Navidad, Jalisco. Había en esta expedición tres misioneros jesuitas, entre ellos el Padre Eusebio Kino, quien sería más tarde famoso como misionero, explorador y colonizador de Baja California, Sonora y Arizona.

### La toma de Veracruz
El 17 de mayo de 1683 el pirata Lorencillo atacó Veracruz junto con 800 hombres. Los habitantes se refugiaron en las iglesias mientras los piratas saqueaban la ciudad. Retuvieron la ciudad desde el 17 hasta el 23 de mayo de 1683. Cuando el ejército español llegó al lugar, los piratas huyeron rápidamente, llevándose una enorme cantidad de mercancías y 1.500 rehenes. El valor del botín sería más tarde estimado en 7 millones de pesos. Tras dejar Veracruz, atacaron Campeche y Yucatán.

### El Tapado
El 22 de mayo de 1683 desembarcó en Veracruz un personaje que decía ser Antonio Benavides, marqués de San Vicente, mejor conocido más tarde como "El Tapado", que declaraba ser visitador general y gobernador de Nueva España, enviado por la reina Mariana de Austria. Fue arrestado en Cuetlaxcoapa (Puebla), acusado de ser uno de los piratas de Lorencillo. Fue encadenado y llevado a Ciudad de México. El 12 de julio de 1684 fue conducido al cadalso, pero cuando apareció se produjo un eclipse de Sol. A pesar de que la gente interpretó este hecho como un signo del descontento de Dios con la ejecución de un inocente, fue ahorcado de todos modos.

## Últimos años
El mandato de Tomás de la Cerda fue extendido tres años por el rey Carlos II. El 16 de noviembre de 1686 fue sucedido por Melchor Portocarrero, tercer conde de Monclova. El virrey y su esposa, María Luisa Manrique de Lara y Gonzaga, tenían una buena relación con la gran poetisa mexicana Sor Juana Inés de la Cruz, quien pagó los gastos de publicación de Inundación castálida en 1689 y de un segundo volumen en 1692.
En 1689 en España fue miembro del Consejo de Indias. Más tarde fue mayordomo mayor de la reina Mariana de Austria. Murió el 22 de abril de 1692 en Madrid.
| Predecesor: Antonio de la Cerda     | Marqués de la Laguna de Camero Viejo 1671 - 1692 | Sucesor: José María de la Cerda |
| Predecesor: Payo Enríquez de Ribera | Virrey de Nueva España 1680 - 1686               | Sucesor: Melchor Portocarrero   |